# Solanum pinnatisectum
Solanum pinnatisectum är en potatisväxtart som beskrevs av Michel Félix Dunal. Solanum pinnatisectum ingår i släktet skattor som ingår i familjen potatisväxter. Inga underarter finns listade i Catalogue of Life.